# Niankorodougou (département)
Niankorodougou est un département et une commune rurale de la province de Léraba, situé dans la région des Cascades au Burkina Faso. 
En 2006, il comprenait 34 143 habitants.
En 2019, le département comptait 51 601 habitants. 

## Villages
Le département et la commune rurale de Ninankorodougou est composé de 16 villages, dont le chef-lieu (données de population du recensement de 2006) :
- Bassoungoro (1 169 habitants)
- Bavigué-Ka (2066 habitants)
- Blesso (277 habitants)
- Bozogo (3 403 habitants)
- Djondougou (1 550 habitants)
- Fourkoura (2 058 habitants)
- Kagbogora (1 986 habitants)
- Katolo (1 326 habitants)
- Kawolo (3 824 habitants)
- Nadjengoala (2 282 habitants)
- Naguélédougou (1 250 habitants)
- Nerfindougou (1 885 habitants)
- Niankorodougou (4 186 habitants), chef-lieu
- Salenténé (766 habitants)
- Tagouassoni (1 570 habitants)
- Zégnédougou (4 545 habitants)